# Piotr Chrzciciel Blázquez
Piotr Chrzciciel Blázquez OFM, (jap) ペトロ・バウチスタ（またはペドロ・バプチスタ） (ur. 24 czerwca 1542 w San Esteban del Valle (Ávila (prowincja)), zm. 5 lutego 1597 w Nagasaki) – święty Kościoła katolickiego, męczennik, ofiara prześladowań katolików w Japonii.

## Życiorys
Pochodził z rodziny szlacheckiej. Po studiach odbytych na uniwersytecie w Salamance w 1566 roku wstąpił do zakonu franciszkanów. Po przyjęciu święceń kapłańskich pracował jako kaznodzieja i lektor. W 1580 roku wyjechał na trzy lata do Meksyku i tam zakładając kilka klasztorów rozpoczął działalność misyjną, którą kontynuował później na Filipinach. W 1593 roku wysłany został wraz z pięcioma innymi zakonnikami do Japonii w celu prowadzenia tam Ewangelizacji. Przywodząc Zakonowi Braci Mniejszych założył trzy domy zakonne i dwa szpitale. Po ogłoszeniu przez sioguna Hideyoshi Toyotomi (Taikosamę) dekretu nakazującemu misjonarzom opuszczenie Japonii nastąpiła fala prześladowań chrześcijan, której jedną z pierwszych ofiar padł Piotr Chrzciciel Blázquez. Został aresztowany 9 grudnia 1596 roku w Osace i razem ze współtowarzyszami to jest: Franciszkiem Blanco, Marcinem od Wniebowstąpienia a`Aguirre, Filipem od Jezusa de Las Casas, Franciszkiem od św. Michała de la Parilla i Gonsalesem Garciją zmuszony do przemaszerowania do Meako (Miyako), a następnie przewieziony do Nagasaki.Tam poddano ich torturom. Obcięto im uszy i tak okaleczonych wystawiono na widok publiczny wożąc po ulicach miasta. W trakcie egzekucji skazańcy modlili się i śpiewali psalmy. Powieszeni na krzyżach zostali dobici przez katów lancami.
Jego działalności misyjnej przypisuje się liczne nawrócenia.
Atrybutem Piotra Chrzciciela Blázqueza jest palma. Zaś dzień w którym jest wspominany w Kościele katolickim w grupie Męczenników z Nagasaki przypada dzień po rocznicy śmierci to jest 6 lutego.

## Proces beatyfikacyjny i kanonizacyjny
Dzięki relacji Ludwika Froisa SJ, który był naocznym świadkiem śmierci Pawła Miki i towarzyszy, spisanej 15 marca 1597 roku, procedury uznania męczeństwa za wiarę tej grupy były ułatwione.
14 września 1627 roku papież Urban VIII beatyfikował Piotr Chrzciciel Blázqueza w grupie Męczenników z Nagasaki, zaś ich kanonizacji dokonał 8 czerwca 1862 roku Pius IX . Do kalendarza liturgicznego męczennicy japońscy z Nagasaki zostali włączeni w 1969 r. przez papieża Pawła VI i wymieniani są w litanii do Wszystkich Świętych.